# Alles is liefde
Pour plus de détails, voir Fiche technique et Distribution.
Alles is liefde (en néerlandais : [ˈɑləs əs ˈlivdə] litt. « tout est amour ») est une comédie romantique néerlandaise sortie en 2007 réalisée par Joram Lürsem. Elle s'est placée à la troisième place du box-office de l'année 2007 aux Pays-Bas (après Harry Potter et l'Ordre du phénix et Pirates des Caraïbes : Jusqu'au bout du monde). Son succès a amené une suite, Alles is familie, sortie en 2012 et deux remakes : le film flamand Zot van A. (« fou de toi / fou de A. » sorti en 2010) et le film allemand Alles ist Liebe de Markus Goller (2014).

## Synopsis
Le ballet amoureux de plusieurs personnages, que l'arrivée du père Noël va cristalliser.

## Distribution
- Michiel Romeyn : Jan
- Thomas Acda (nl) : Ted Coelman
- Anneke Blok : Simone Coelman
- Paul de Leeuw : Victor Jollema
- Eva Smid : La serveuse
- Carice van Houten : Kiki Jollema
- Ad Knippels : Max
- Ellen Parren : Jonge Vrouw

## Bande originale
1. Bløf – Alles is liefde
2. Dean Martin – You’re Nobody till Somebody Loves You
3. KT Tunstall – Other Side of the World
4. The Weepies – Gotta Have You
5. Trijntje Oosterhuis – Do You Know the Way to San Jose?
6. Amos Lee – Seen It All Before
7. Aberfeldy – Love Is an Arrow
8. Stevie Ann – One Year of Love
9. Di-rect – She
10. Leona Philippo – This Will Be (An Everlasting Love)
11. Corinne Bailey Rae – Like a Star
12. Norah Jones – Thinking about You
13. Krezip – Everybody's Got to Learn Sometime
14. Hot Chocolate – You Sexy Thing
15. Wiegel Meirmans Snitker – Liefde is als Sinterklaas